# Moncina
De Moncina zijn een subtribus van vlinders in familie van de dikkopjes (Hesperiidae).

## Geslachten
- Monca Evans, 1955
- Adlerodea Hayward, 1940
- Amblyscirtes Scudder, 1872
- Apaustus Hübner, 1819
- Arita Evans, 1955
- Artines Godman, 1901
- Bruna Evans, 1955
- Callimormus Scudder, 1872
- Cantha Evans, 1955
- Cobalopsis Godman, 1900
- Crinifemur Steinhauser, 2008
- Cumbre Evans, 1955
- Cymaenes Scudder, 1872
- Dion Godman, 1901
- Enosis Mabille, 1889
- Eprius Godman, 1901
- Eutocus Godman, 1901
- Eutychide Godman, 1900
- Flaccilla Godman, 1901
- Gallio Evans, 1955
- Halotus Godman, 1900
- Igapophilus Mielke, 1980
- Inglorius Austin, 1997
- Joanna Evans, 1955
- Justinia Evans, 1955
- Lamponia Evans, 1955
- Lento Evans, 1955
- Lerema Scudder, 1872
- Lerodea Scudder, 1872
- Levina Evans, 1955
- Lucida Evans, 1955
- Ludens Evans, 1955
- Methion Godman, 1900
- Methionopsis Godman, 1901
- Miltomiges Mabille, 1903
- Mnasicles Godman, 1901
- Mnasilus Godman, 1900
- Mnasinous Godman, 1900
- Mnasitheus Godman, 1900
- Mnestheus Godman, 1901
- Moeris Godman, 1900
- Molla Evans, 1955
- Morys Godman, 1900
- Mucia Godman, 1900
- Naevolus Hemming, 1939
- Nastra Evans, 1955
- Niconiades Hübner, 1821
- Onophas Godman, 1900
- Pamba Evans, 1955
- Panca Evans, 1955
- Papias Godman, 1900
- Paracarystus Godman, 1900
- Parphorus Godman, 1900
- Peba Mielke, 1968
- Penicula Evans, 1955
- Phanes Godman, 1901
- Pheraeus Godman, 1900
- Phlebodes Hübner, 1819
- Psoralis Mabille, 1904
- Punta Evans, 1955
- Radiatus Mielke, 1968
- Remella Hemming, 1939
- Repens Evans, 1955
- Rhinthon Godman, 1900
- Saniba Mielke & Casagrande, 2003
- Saturnus Evans, 1955
- Sodalia Evans, 1955
- Styriodes Schaus, 1913
- Sucova Evans, 1955
- Thargella Godman, 1900
- Thoon Godman, 1900
- Tigasis Godman, 1900
- Vehilius Godman, 1900
- Venas Evans, 1955
- Vertica Evans, 1955
- Vettius Godman, 1901
- Vidius Evans, 1955
- Vinius Godman, 1900
- Vinpeius Austin, 1997
- Virga Evans, 1955
- Zariaspes Godman, 1900